# Кугель, Феликс Романович
Феликс Рувимович (Романович) Кугель (11 июня 1918, Смоленск — 2 мая 1994, Иркутск) — советский инженер-авиастроитель, Заслуженный машиностроитель РСФСР, лауреат Государственной премии СССР за работу в области авиационной техники, главный инженер Иркутского авиационного завода (1964—1988).

## Биография
Родился в г. Смоленске. Отец — Кугель Рувим Осипович (1890-19.07.1970), мать — Кугель (в девичестве — Вирина) Сима Яковлевна (1893—28.07.1970). Кугель Феликс окончил 13-ю среднюю школу-десятилетку г. Смоленска. С детства увлекся авиамоделированием, занимался в кружке Осоавиахима. Одним из друзей детства был Герой Советского Союза генерал-майор авиации Яков Ильич Верников. Был победителем всесоюзных соревнований авиамоделистов в 1933 г. В «Пионерской Правде» за 1933 г. была опубликована заметка о Феликсе Кугеле, как победителе этих соревнований.

## Трудовая деятельность
В 1936 г. поступил и в 1941 г. окончил полный курс Московского ордена Ленина авиационного института им. Серго Орджоникидзе (МАИ) по специальности «самолетостроение» с присвоением квалификации инженера-механика по самолетостроению. По комсомольской путевке Кугелю Ф. Р. предписывалось работать на Иркутском авиазаводе. Завод являлся первой комсомольской стройкой Восточной Сибири, курировавшейся ЦК ВЛКСМ.
1 марта 1942 г. Феликс Романович был переведен старшим мастером, 1 ноября 1942 г. — начальником отделения, с 1 февраля 1944 г. зам. начальника цеха, а с 24 февраля 1947 г. — начальником цеха завода № 39, тогда так назывался авиазавод.
С 3 декабря 1954 г. назначен и. о. помощника директора по филиалу, а 1 марта 1961 г. переведен зам. Главного инженера завода № 39 (в марте 1963 г. завод № 39 переименован в Иркутский машиностроительный завод). 25 сентября 1963 г. переведен зам. директора по коммерческой службе.
24 февраля 1964 г. назначен главным инженером Иркутского машиностроительного завода, проработав в этой должности почти 25 лет. (В апреле 1975 г. Иркутский машиностроительный завод переименован в Иркутский авиационный завод).
21 ноября 1988 г. закончил трудовую деятельность как главный инженер и переведен старшим инженером, назначен инженером 1-й категории по координации работ с филиалом завода в г. Орджоникидзе. Работал в этой должности до кончины в 1994 г.
Член КПСС с января 1944 г.

## Награды
- Указом Президиума Верховного Совета СССР награждён медалью «За трудовую доблесть» (1945 г.)[1]
- Указом Президиума Верховного Совета СССР от 6 июня 1945 г. награждён медалью «За доблестный труд в Великой Отечественной войне 1941—1945 гг.». (1946 г.)
- От имени Президиума Верховного Совета СССР награждён Исполнительным комитетом Московского Городского Совета Депутатов трудящихся медалью «В память 800-летия Москвы» (1949 г.)
- Указом Президиума Верховного Совета СССР от 22 июля 1966 г. награждён орденом «Знак Почёта».
- От имени Президиума Верховного Совета СССР награждён юбилейной медалью «За доблестный труд в ознаменование 100-летия со дня рождения В. И. Ленина» (1970 г.)
- Указом Президиума Верховного Совета СССР от 26 апреля 1971 г. награждён орденом Ленина.
- Приказом Министерства авиационной промышленности и ЦК профсоюза рабочих авиационной и оборонной промышленности № 733/К от 14 ноября 1972 г. награждён нагрудным значком «Отличник Социалистического соревнования».
- 14 января 1974 г. постановлением Министерства авиационной промышленности и ЦК профсоюза № 37 награждён знаком «Победитель Социалистического соревнования 1973 года».
- Указом Президиума Верховного Совета СССР от 25 марта 1974 г. награждён орденом Трудового Красного Знамени.
- 24 декабря 1974 г. постановлением Министерства авиационной промышленности и ЦК профсоюза № 18 награждён знаком «Победитель Социалистического соревнования 1974 года».
- Указом Президиума Верховного Совета СССР от 25 апреля 1975 г. награждён юбилейной медалью «30 лет Победы в Великой Отечественной войне 1941—1945 гг.»
- Постановлением Министерства авиационной промышленности и ЦК профсоюза № 62 награждён знаком «Ударник Девятой Пятилетки». (1975 г.)
- 23 декабря 1976 г. от имени Министерства авиационной промышленности и ЦК профсоюза № 18 награждён знаком «Победитель Социалистического соревнования 1976 года».
- 18 мая 1978 г. за достигнутые успехи в развитии народного хозяйства СССР Главным Комитетом ВДНХ награждён Золотой медалью и премией в 200 руб. Награждён за разработку устройства для удержания падающих частей машин ударного действия пресс-молота.
- от имени Президиума Верховного Совета СССР решением исполкома Иркутского областного Совета депутатов трудящихся от 23 августа 1984 г. награждён медалью «Ветеран труда».
- Указом Президиума Верховного Совета СССР от 12 апреля 1985 г. награждён юбилейной медалью «40 лет Победы в Великой Отечественной войне 1941—1945 гг.»
- Постановлением Министерства авиационной промышленности от 25 мая 1988 г. № 508/К награждён нагрудным значком «Почетный Авиастроитель» за большой вклад в развитие авиационной промышленности.

## Список произведений
Кугель Ф. Р. Рождение полёта. Записки самолетостроителя. — Иркутск: Вост.-Сиб. кн. изд-во, 1992. — ISBN 5-7424-0503-0